# Janina Jellaczyc
Janina Maria Jellaczyc (ur. 20 grudnia 1898 w Ostrołęce, zm. 13 grudnia 1960 w Wyszkowie) – bibliotekarka, poetka i pisarka związana z Wyszkowem.

## Życiorys
Matka zmarła wkrótce po urodzeniu Janiny. Ojciec, emerytowany ppłk Ignacy Apolinary Jellaczyc, wraz z siostrą Zofią i córką przeprowadził się do Wyszkowa. Rodzina zamieszkała przy ul. gen. Józefa Sowińskiego na rogo z ulicą H. Sienkiewicza.
Janina pracowała m.in. w Fabryce Maszyn i Urządzeń Rolniczych przy ul. Okrzei w Wyszkowie. Już w międzywojniu pożyczała znajomym książki i albumy z bogatego księgozbioru, który zgromadziła wraz z ojcem. Drobne opłaty, które pobierała za wypożyczenia, przeznaczała na wydatki domowe i zakup nowych książek. Była uzdolniona artystycznie, pisała wiersze o tematyce religijnej, patriotycznej i dla dzieci. Jej utwory poetyckie publikowano w prasie katolickiej i dziecięcej, a także w wydawnictwach zbiorowych. Napisała m.in. Hymn milicji niepokalanej. W 1934 utwór zwyciężył w konkursie na hymn Rycerstwa Niepokalanej. Muzykę do wiersza skomponował Feliks Nowowiejski.
W czasie okupacji niemieckiej udostępniała swój prywatny księgozbiór społeczności Wyszkowa. Prowadząc konspiracyjną bibliotekę, ryzykowała życiem, gdyż działalność kulturalna była zakazana.
W 1945 wraz z ciotką (ojciec zmarł w 1941) przeprowadziła się do mieszkania przy ul. Okrzei w Wyszkowie. Nadal prowadziła prywatną bibliotekę, z której zasobów korzystali zarówno dorośli, jak i młodzież szkolna. Za wypożyczenie książek pobierała drobne opłaty, przyjmowała też produkty w naturze. W latach 50. XX w. część jej księgozbioru skonfiskowano (publikacje objęte cenzurą). Krótsze książki kopiowała, przepisując. Pisała pamiętnik. Tworzyła kompozycje kwiatowe. W 1946 opublikowano książkę Jak się bawią nasze dzieci. Książeczka z obrazkami dla najmłodszych, której była współautorką.
Nigdy nie założyła własnej rodziny. Księgozbiór, który po niej pozostał, przejęły osoby prywatne oraz Miejsko-Gminna Biblioteka Publiczna im. Cypriana Norwida w Wyszkowie.

## Upamiętnienie
Jej grobem na cmentarzu parafialnym przy ul. Nadgórze w Wyszkowie od 2004 opiekują się pracownicy Miejsko-Gminnej Biblioteki. Na cmentarzu na grobie J. Jellaczyc, jej ojca i ciotki stanął pomnik zaprojektowany i wykonany nieodpłatnie przez rzeźbiarza Leona Gruzda.
Od 2004 jest patronką Wypożyczalni dla Dorosłych Miejsko-Gminnej Biblioteki Publicznej w Wyszkowie. Na ścianie budynku, w którym mieści się biblioteka, umieszczono tablicę z płaskorzeźbą wykonaną przez rzeźbiarza Arkadiusza Kozona. W bibliotece zorganizowano spotkania i wystawę Janina Jellaczyc (1898–1960). Wielka patriotka i krzewicielka kultury polskiej w czasie okupacji poświęcone pamięci wyszkowianki.